# Henderson (Nevada)

Położenie w stanie Nevada

Henderson – miasto w Stanach Zjednoczonych, w stanie Nevada, w hrabstwie Clark, w obszarze metropolitalnym Las Vegas. Drugie co do wielkości miasto stanu, liczące w 2020 roku 317,6 tys. mieszkańców. Nazwa miasta pochodzi od nazwiska prawnika, senatora stanu Nevada Charlesa B. Hendersona.
W latach 2010–2020 miasto odnotowało wzrost o 23,2% i było drugim (po Mesquite), najszybciej rozwijającym się miastem stanu Nevada. 
Henderson uzyskało rozgłos w internecie po tym, jak kilka ulic miasta nazwano na cześć Pokémonów. 